# Busch Vacuum Solutions
Busch Vacuum Solutions est une entreprise allemande qui fabrique des pompes à vide, dont le siège est à Maulburg (Bade-Wurtemberg). Le groupe Busch est une entreprise internationale familiale dont la gestion est entièrement entre les mains de la famille Busch.

## Histoire

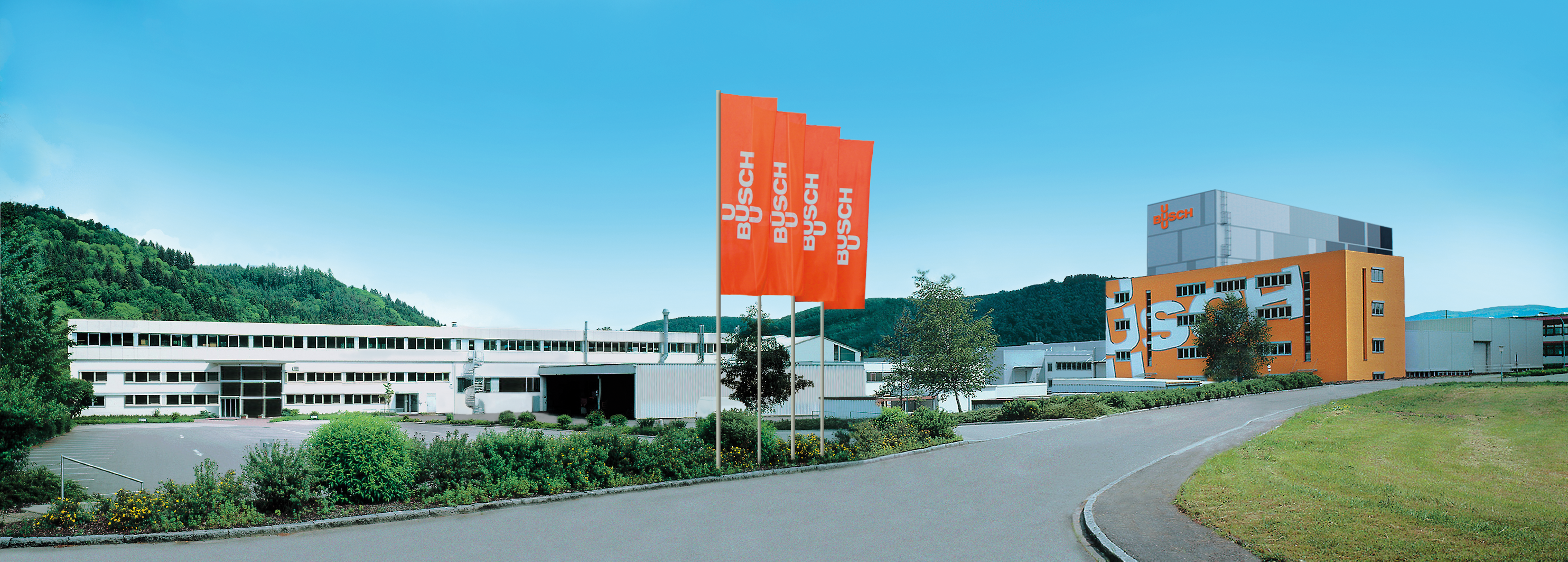
Siège social de l'entreprise à Maulburg

L'entreprise a été fondée en 1963 par Karl Busch et son épouse Ayhan à Schopfheim (Bade-Wurtemberg). Karl Busch a développé la première pompe à vide pouvant être utilisée pour emballer des aliments sous vide. Aujourd'hui, l'entreprise est le leader mondial du marché de l'emballage sous vide[réf. nécessaire].  
En 1968, Busch déménage le siège de son entreprise à Maulburg, qui fut ensuite agrandie. En 1971, Busch fonde sa première filiale à l'étranger en Grande-Bretagne puis en Chine en 1978. En 1979 et 1980, des usines de production ont été construites aux États-Unis et en Suisse. Aujourd'hui, Busch est représenté avec ses propres sociétés dans 45 pays à travers le monde. 
En novembre 2018, la majorité des actions de l'ancien concurrent Pfeiffer Vacuum ont été rachetées par la famille Busch. 
En octobre 2023, Busch a annoncé l'acquisition de Centrotherm Clean Solutions, la société sœur de Centrotherm international, dont le siège est à Blaubeuren et qui emploie environ 300 personnes dans le monde. L'entreprise produit des systèmes d'épuration des gaz d'échappement principalement pour l'industrie des semi-conducteurs et de haute technologie. 

## Des produits
Spécialiste de la pompe à vide, Busch Vacuum Solutions propose des pompes à vide, mais aussi des soufflantes et des compresseurs pour l'industrie.
Leur produit historique et le plus répandu est la pompe à palettes de la gamme R5, développée par Karl Busch à la fin des années 1960. La société indique avoir plus de 3 millions de ces modèles en service dans le monde.